# Let Me Hear You Scream
Let Me Hear You Scream é um single do cantor e compositor britânico Ozzy Osbourne.
Foi lançado em 03 de Maio de 2010, e é a faixa N. 02 do álbum Scream.

## Músicos
- Ozzy Osbourne: Vocals
- Gus G: Guitarra
- Rob "Blasko" Nicholson: Baixo
- Tommy Clufetos : Bateria

## Paradas Musicais
| Ano  | Canção                 | Ranking                    | Posição | Ref.        |
| ---- | ---------------------- | -------------------------- | ------- | ----------- |
| 2010 | Let Me Hear You Scream | Rock Songs                 | #6      | [ 1 ]       |
| 2010 | Let Me Hear You Scream | Hot Mainstream Rock Tracks | #1      | [ 2 ] [ 3 ] |
| 2010 | Let Me Hear You Scream | Canadian Hot 100           | #62     | [ 1 ]       |

## Prêmios e Indicações
| Ano  | Single                   | Categoria                  | resultado | Ref.  |
| ---- | ------------------------ | -------------------------- | --------- | ----- |
| 2011 | "Let Me Hear You Scream" | Best Hard Rock Performance | Indicado  | [ 4 ] |